# British Comedy Awards
British Comedy Awards (BCA, Brytyjskie Nagrody Komediowe) – brytyjskie nagrody branżowe, przeznaczone dla osób i produkcji ze świata szeroko pojętej brytyjskiej komedii. Są wręczane nieprzerwanie od 1990 roku, przy czym w 2010 roku przeszły reformę, w ramach której powstała m.in. przyznająca je od tego czasu Brytyjska Akademia Komedii. Ceremonie rozdania odbywają się tradycyjnie w grudniu - pod koniec roku, którego dotyczy dana edycja nagród. 

## Charakterystyka
Cechą wyróżniającą BCA wśród innych nagród ze świata showbusinessu jest fakt, iż podstawowym kryterium doboru nominowanych i laureatów jest uprawiany przez nich gatunek, a nie medium, w którym pracują. BCA przyznawane są aktorom i twórcom filmów, seriali i widowisk telewizyjnych, audycji radiowych, a także komikom występującym głównie na estradzie. W niektórych kategoriach (zwłaszcza filmowych) nominowani bywają też twórcy i dzieła z innych krajów anglojęzycznych, w szczególności z USA. 

## Historia
W latach 1990–2006 gale BCA były transmitowane przez ITV1. Pierwszą ceremonię w 1990 poprowadził Michael Parkinson, a następnie przez piętnaście lat ich stałym prezenterem był Jonathan Ross. W 2007 roku wokół nagród wybuch skandal, związany z manipulowaniem wynikami głosowania telefonicznego widzów, którzy decydowali o przyznaniu Nagrody Publiczności. Po tym wydarzeniu ITV zrezygnowała na rok z transmitowania uroczystości, lecz ponownie pokazywała je w latach 2008-09. W 2008 Jonathan Ross, mający wówczas kłopoty dyscyplinarne w BBC ze względu na swój udział w niezwykle kontrowersyjnym "żarcie" spłatanym w jednej z audycji BBC Radio 2 znanemu aktorowi Andrew Sachsowi (wraz z innym prezenterem nagrywali na automatycznej sekretarce Sachsa wulgarne i obelżywe wypowiedzi na temat jego nastoletniej wnuczki), na rok oddał prowadzenie gali Angusowi Deaytonowi. W czerwcu 2010 ogłoszono, iż począwszy od gali w grudniu 2010, przez trzy lata stacją transmitującą ceremonie będzie Channel 4. Prowadzącym będzie nadal Jonathan Ross. 
W 2010 powołana została Brytyjska Akademia Komedii, która ma być ciałem zarządzającym nagrodami i decydującym o ich przyznawaniu, na wzór największych nagród filmowych czy telewizyjnych. W skład Akademii wchodzą przedstawiciele trzech głównych środowisk związanych z brytyjską komedią: twórców (aktorów, scenarzystów itd.), producentów i nadawców oraz krytyków (głównie prasowych). Inauguracyjny skład Akademii liczył ponad 300 osób, przy czym ma on być corocznie poszerzany. 

## Proces przyznawania nagród
Od nagród za rok 2010, których rozdanie poprzedziła reforma związana z powstaniem Brytyjskiej Akademii Komedii, proces wyłaniania laureatów wygląda następująco:
1. Zgłaszane są wszystkie osoby i dzieła, które kwalifikują się do nagrody. Szczególną rolę odgrywają tu nadawcy telewizyjni i radiowi, którzy powinni zgłosić wszystkie produkcje i osoby ze świata komedii, jakie prezentowały się na ich antenie w mijającym roku.
2. Wszyscy członkowie Akademii głosują on-line, na szyfrowanej stronie, i wyłaniają w ten sposób po pięciu nominowanych w każdej kategorii.
3. Ostateczną decyzję o wyborze laureatów spośród nominowanych podejmuje jury, złożone z wybitnych przedstawicieli różnych grup członków Akademii. Są to m.in. przedstawiciele pięciu największych brytyjskich nadawców telewizyjnych, dwóch najważniejszych komediowych kanałów tematycznych, prasy ogólnotematycznej i branżowej, specjalistycznych portali internetowych, Brytyjskiej Gildii Scenarzystów oraz przedstawiciele samych komików.

## Listy laureatów
- 1990
- 1991
- 1992
- 1993
- 1994
- 1995
- 1996
- 1997
- 1998
- 1999
- 2000
- 2001
- 2002
- 2003
- 2004
- 2005
- 2006
- 2007
- 2008
- 2009
- 2010
- 2011
- 2012
- 2013